# خلين
خلين (بالإنجليزية: Khellin) ،  يستخدم لعلاج مجموعة متنوعة من الأمراض: المغص الكلوي، حصى الكلى، أمراض الشريان التاجي، الربو القصبي، البهاق، الصدفية.

## الاستخدامات الطبية
- علاج المشاكل التنفسية: كالربو، والتهاب القصبات الهوائية، والسعال الديكي.
- علاج الأمراض القلبية وارتفاع ضغط الدم.
- تخفيف آلام الدورة.
- مشاكل الكبد والمرارة، وحصى الكلى.
- علاج المشاكل الجلدية مثل مرض البهاق.

## روابط خارجية
- Khellin in the chemexper.net database
- Animated 3D model نسخة محفوظة 15 يونيو 2010 على موقع واي باك مشين.